# Dieffenbachia burgeri
Dieffenbachia burgeri är en kallaväxtart som beskrevs av Thomas Bernard Croat och Michael Howard Grayum. Dieffenbachia burgeri ingår i släktet prickbladssläktet, och familjen kallaväxter. Inga underarter finns listade.